# Wolfram von Richthofen
 (janvier 2016).
Si vous disposez d'ouvrages ou d'articles de référence ou si vous connaissez des sites web de qualité traitant du thème abordé ici, merci de compléter l'article en donnant les références utiles à sa vérifiabilité et en les liant à la section « Notes et références ».
Pour les articles homonymes, voir Richthofen.
Wolfram Freiherr von Richthofen, né le 10 octobre 1895 à Barzdorf, arrondissement de Striegau en province de Silésie et mort le 12 juillet 1945 à Bad Ischl en Autriche, est un officier de l’armée de terre puis de l’armée de l'air allemandes. À compter de 1943, il a le grade de Generalfeldmarschall dans la Luftwaffe.

## Débuts
Wolfram von Richthofen était le neveu et fils adoptif du général de cavalerie Manfred von Richthofen (à ne pas confondre avec son cousin Manfred von Richthofen alias le « Baron Rouge »). Il suivit les traces de son père en entrant en 1913, à l'âge de 18 ans, en tant qu'aspirant, dans le 4e régiment de hussards (de). En 1914, après avoir suivi les cours de l'école de guerre de Cassel, il fut promu sous-lieutenant.

## Première Guerre mondiale
Jusqu'en 1917, Richthofen participa aux combats de la Première Guerre mondiale au sein de son régiment de hussards dans lequel il gravit les échelons jusqu'à devenir commandant d'un escadron.
Il fut ensuite muté à l'école de pilotage de Halle où il suivit une formation de pilote. En mars 1918, il rejoignit, en tant que pilote de chasse, la Jagdstaffel 11, qui fut commandée par son célèbre cousin, le Baron Rouge Manfred von Richthofen. Wolfram von Richthofen a obtenu huit victoires aériennes jusqu'à la fin du conflit et il était alors titulaire des croix de fer de 2e et de 1re classe.

## Entre-deux-guerres
Richthofen quitta le service actif au début de l'année 1920 avec le grade de Oberleutnant. Il fit ensuite des études de mécanique à l'école technique supérieure de Hanovre jusqu'à l'obtention de son diplôme d'ingénieur en 1923. En novembre 1923, Richthofen réintégra l'armée à Ohlau, avec le grade de sous-lieutenant dans le 11e régiment de cavalerie de la Reichswehr, l'armée allemande de la République de Weimar.
Il ne resta que peu de temps dans cette unité, car il participa déjà à cette époque à la reconstitution secrète de la Luftwaffe.
Depuis 1925, il avait à nouveau le grade de lieutenant et, le 1er novembre 1928, il devint le commandant de la 5e compagnie de transport. Le 1er février 1929 il fut nommé Hauptmann. En parallèle, Richthofen continua de suivre des cours à l'école technique supérieure de Berlin pour effectuer un doctorat. Il est l'inventeur de l'appui au sol guidé par radio.
En avril 1929, Richthofen fut détaché pour une période de deux ans et demi à l'ambassade d'Allemagne à Rome, en tant qu'attaché militaire, pour y étudier, toujours officieusement, l'armée de l'air italienne. Après son retour en Allemagne, il fut à nouveau affecté à un poste de commandant d'une compagnie de transport. Il occupa ce poste jusqu'au 1er octobre 1933, date à laquelle il entra dans la nouvelle Luftwaffe.
Au début, Richthofen fut affecté au ministère de l'aéronautique en tant que chef du département de recherches. Ensuite il fut promu au grade de Major en 1934, puis, en 1936, au grade de Oberstleutnant. La même année il alla en Espagne en tant que chef d'état-major de la Légion Condor pour participer à la guerre civile espagnole (notamment lors du bombardement de Guernica du 26 avril 1937).
En octobre 1937, après son retour d'Espagne, Richthofen fut nommé colonel en janvier 1938. Le 1er avril, il prit le commandement de la Kampfgeschwader 257 à Lunebourg. Dès le 1er novembre, il fut nommé au grade de Generalmajor et il fut à nouveau envoyé en Espagne, cette fois-ci en tant que commandant en chef de la Légion Condor, dont la mission s'arrêta en mai 1939.

## Seconde Guerre mondiale
Au début de la Seconde Guerre mondiale, durant la septembre 1939, Richthofen fut affecté au soutien de la 10e armée allemande. Les unités de Richthofen ont obtenu de nombreux succès lors de la destruction de l'armée de l'air polonaise dès les premiers jours de la guerre.
Lors du déclenchement de la campagne de l'ouest, en 1940, Richthofen était le général commandant le VIII. Fliegerkorps (8e corps aérien). Durant cette campagne, ses unités ont également remporté d'importants succès qui ont fait que Richthofen reçut la croix de chevalier de la croix de fer le 10 mai 1940 et qu'il fut nommé, en sautant un grade, General der Flieger le 19 juillet 1940.
Durant la campagne des Balkans, Richthofen a commandé les unités qui ont participé à la bataille de Crète.
Durant la campagne de Russie, le corps aérien de Richthofen fut initialement affecté à l'appui aérien du 3e groupe blindé. Le 1er février 1942, Richthofen fut nommé Generaloberst. Il  participait alors avec ses unités à la conquête de la Crimée et le 4 juillet 1942 il fut nommé à la tête de la Luftflotte 4 (4e flotte aérienne). Le 16 février 1943, Richthofen fut nommé Generalfeldmarschall alors qu'il n'était âgé que de 47 ans. Il devenait ainsi le plus jeune Generalfeldmarschall de l'histoire militaire germano-prussienne. Le 12 juin 1943, il fut nommé commandant en chef de la Luftflotte 2 en Italie et le 17 juillet, il se vit remettre les feuilles de chêne à sa croix de chevalier de la croix de fer.
Mais les unités de Richthofen étaient alors en mauvaise posture, face à l'écrasant surnombre des forces aériennes alliées ; seuls quelques succès partiels purent encore être obtenus.
Atteint d'un cancer au cerveau, Richthofen dut renoncer à sa fonction le 27 octobre 1944. Il mourut l'année suivante en Autriche, la guerre terminée, alors qu'il était prisonnier de guerre des Américains.

## Promotions
- Fähnrich - 22 mars 1913
- Leutnant - 19 juin 1914
- Oberleutnant temporaire - 29 février 1920
- Rejoint l'Armée avec le rang de Leutnant - 1er novembre 1923
- Oberleutnant - 31 juillet 1925
- Hauptmann - 1er février 1929
- Major - 1er juin 1934
- Oberstleutnant - 20 avril 1936
- Oberst - 23 janvier 1938
- Generalmajor - 1er novembre 1938
- General der Flieger - 19 juillet 1940
- Generaloberst - 1er février 1942
- Generalfeldmarschall - 16 février 1943